# Auguste Dupont (pianiste)
Pour les articles homonymes, voir Auguste Dupont (homonymie) et Dupont.
Auguste Dupont (Pierre-Auguste Dupont), né le 9 février 1827 à Ensival, commune de Verviers, et mort le 17 décembre 1890 à Bruxelles, est un pianiste et compositeur belge. Il est le frère du violoniste et compositeur Joseph Dupont.

## Biographie
Il reçoit une première formation musicale de son père qui était organiste de l'église d'Ensival. Il étudie la musique au Conservatoire royal de Liège dont il sort lauréat. Il y a notamment été l'élève de Jules Jalheau. 
Il voyage un temps comme musicien en Allemagne, en Angleterre et aux Pays-Bas. Jouant à Berlin, il est présenté à Giacomo Meyerbeer qui le parraine un temps et qui parle souvent de lui dans son journal. 
Dès 1850, il devient professeur au Conservatoire royal de Bruxelles. Il compose plusieurs grands morceaux pour concerts et des morceaux de musique de chambre. Il est l'éditeur de la série École de piano du Conservatoire de Bruxelles, quarante fascicules de chefs-d'œuvre de musique classique. Il devient professeur de musique de chambre en 1886.
Il a été inhumé dans le village de My (Ferrières, 4190).

## Œuvres
- Pluie de mai, Étude de trilles pour piano, op. 2[6]
- Grande Capriccio sur Robert le Diable[7]
- Piano Concerto (1850) [22]
- Piano Concerto no 2 (date inconnue) [22]
- Le Staccato Perpétuel, op. 31[8]
- Grande galop fantastique[8]
- Contes du foyer, op. 12[9]
- The Tickalicktoo Polka, Dedicated to the Esquimaux Family, Who Appeared Before Her Majesty at Windsor Castle, Feb. 3, 1854[10]
- Morgane[11]
- Suite en quintette[12]
- Intermezzo - barcarolle[13]
- Tocatelle pour piano, op. 26[14]
- Chanson hongroise, op. 27[15]
- Berceuse en la mineur pour piano, op. 35
- Trois Danses dans le style ancien, op. 37[16]
- Fantasie et Fugue (pour main droite), op. 41[17]
- Roman en dix pages, op. 48[9]
- Piano Concerto no 3 en fa mineur, op. 49[15]
- La Pensée[18]
- Morceaux Caractéristiques[18]
- Feuille d'album : duettino pour piano et harpe ou 2 pianos op. 58[19]
- Valse expressive pour piano, op. 60

L'Illustration de 1862, p. 197, mentionne la série d'œuvres ci-dessous
- Poème d'amour, Sept chants lyriques, op. 54
- Reminiscences Pastorales
- Rêveries sur l'eau
- Trio en sol mineur pour piano, violon et violoncelle, op. 33
- Grand quatuor
- Sonate
- Marche druïdique
- Une Chanson de jeune fille, op. 18
- Chanson du feu
- Danse des ombres
- Danse des Almées

## Discographie
- Auguste Dupont : Concerto pour piano et orchestre no 3 en fa mineur, op. 49 (Peter Benoit : Poème symphonique pour piano et orchestre, op. 43) - Sinfonieorchester St Gallen, Howard Shelley (piano et direction d'orchestre) ; CD HYPERION CDA 68264 2020 (Collection The Romantic Piano Concerto No 80)

## Hommages et distinctions
- Un buste en marbre d'Auguste Dupont dû au sculpteur Paul Du Bois a été érigé à sa mémoire par ses élèves en octobre 1892 au Conservatoire royal de musique de Bruxelles[21] ;
- Chevalier de l'Ordre du Lion (1856)[22].
- Officier de l'ordre de Léopold (14 mai 1881)[23].